# Leichtathletik-Weltmeisterschaften 2022/Teilnehmer (Amerikanische Jungferninseln)
| Gelbes Symbol für Goldmedaillen mit stilisierten Olympischen Ringen | Graues Symbol für Silbermedaillen mit stilisierten Olympischen Ringen | Braundes Symbol für Bronzemedaillen mit stilisierten Olympischen Ringen |
| ------------------------------------------------------------------- | --------------------------------------------------------------------- | ----------------------------------------------------------------------- |
| —                                                                   | —                                                                     | —                                                                       |

Der Leichtathletikverband der Amerikanischen Jungferninseln nahm an den Leichtathletik-Weltmeisterschaften 2022 in Eugene mit einem Athleten teil.

## Ergebnisse

### Männer

#### Laufdisziplinen
| Athlet                  | Disziplin | Finale       | Finale |
| Athlet                  | Disziplin | Zeit         | Platz  |
| ----------------------- | --------- | ------------ | ------ |
| Eduardo Terrance Garcia | Marathon  | 2:23:16 h SB | 53     |